# Почивалов, Владимир Петрович
Владимир Петрович Почивалов (4 июня 1900 года, Казань — 5 мая 1960 года, Ленинград) — советский инженер-технолог, лауреат Ленинской премии.
Сын пароходного машиниста. Образование:
- приходская школа
- начальное училище (1914)
- Казанское среднее химико-техническое училище
- Казанский политехнический институт, химический факультет (1925).

В 1919—1921 гг. служил в РККА чертёжником подвижных авиационных мастерских. В 1925—1934 работал на Урале на предприятиях сахарной и (с 1929 года) химической промышленности. В 1934—1946 главный инженер, с 1944 директор Полевского криолитового завода.
С июня 1946 года главный инженер Волховского алюминиевого завода.
Ленинская премия 1957 года — за успешное решение проблемы получения глинозема из нефелинов.
Награждён орденом Красной Звезды (1944), другими орденами и медалями.
Умер в ночь на 5 мая 1960 года в Ленинграде после тяжелой болезни. Похоронен на Охтинском кладбище.